# Вільгельм II де ла Марк
Вільгельм (Віллем) II де ла Марк (нід. Willem II van der Marck бл. 1542 — 1 травня 1578) — військовий діяч Нідерландської революції, один з очільників морських гезів.

## Життєпис
Походив зі знатного роду де ла Марк з князівства-єпископства Льєж. Другий син Яна II де ла Марка, сеньйора Люмме і Серена, й Маргарити ван Вассенаар. Народився близько 1542 року в Люммені (герцогство Лімбург). У 1566 року підписався під «Компромісом шляхти», спрямований на захист споконвічних прав Нідерландів. Того ж року підтримав барона Гендрік Бредероде підняти повстання, після поразки якого втік до Кельна.
У 1568 році після страти графів Ламоряля Егмонта і Філіппа Монморансі-Горна приєднався до повсталих, ставши затятим кальвіністом. Він оголосив, що не буде голитися й стригтися, поки не помститься катам останніх. За це отримав прізвисько «Великий Довгий ніготь».
У 1568 році брав участь у поході Вільгельма Оранського, але той зазнав поразки у битві біля Рурмонда. Після цього стає одним з каперів, що воювали проти іспанського флоту. Згодом базою стало англійське місто Дувр, звідки нападав. 1570 року стає віцеадміралом флоту гезів. 1571 року на час хвороби адмірала Гілена ван Філена очолив флотилію морських гезів. 1572 року під тиском Іспанії Єлизавета I, королева Англії, наказала гезам залишити англійські порти. Вільгельм II де ла Марк на чолі 22 суден рушив до Зеландії, потім зненацька напав на місто Бріль у гирлі Рейну, який захопив майже без спротиву. Це стало сигналом про відновлення боротьби проти Іспанії. Поступово став розширювати контроль над узбережжям Зеландії і Голландії — зайняв Фліссінген і Веєр, де здобуто головний арсенал іспанського війська.
Вільгельм Оранський призначив де ла Марка намісником (лейтенантом) Голландії на час своєї відсутності. Активно діяв проти іспанських флотилії, блокуючи постачання припасів армії в Нідерландах. При цьому на захоплені кошти допомагав Оранському утримувати найманців для боротьби проти Іспанії.
Водночас виявив надмірну жорстокість до католицького духовенства, зокрема ченців. Так, Вільгельм де ла Марк наказав повісити 19 ченців з Горкуму, який було захоплено підлеглим Вільгельма — ван Треслонгом. Внаслідок цього поступово стосунки з Оранським погіршувалися, оскільки останній намагався об'єднати усю нідерландську шляхту проти Іспанії. Жорстокість де ла Марка проти католиків були на заваді цьому. Зрештою 1573 року Вільгельма де ла Марка було позбавлено звання віцеадмірала та арештовано. 1574 року його було відправлено до Льєжу.
Згодом намагався організувати власний центр боротьби проти Іспанії, виступаючи суперником Вільгельма Оранського. 1578 року брав участь у битві біля Жамблу, в якій повсталі зазнали поразки від Хуана Австрійського. Невдовзі після цього замирився з Герардом ван Гросбеком, князем-єпископом Льєзьким, що був вірним прихильником Іспанії. Того ж року помер за невідомих обставин (або від укусу скаженого пса, або був отруєний).